# اوسامو ناگوچی
اوسامو ناگوچی (انگلیسی: Osamu Noguchi; ۲۴ ژانویهٔ ۱۹۳۴ – ۹ مهٔ ۲۰۱۶) ورزشکار رزمی و اهالی کسب‌وکار اهل ژاپن بود، که به‌عنوان بنیان‌گذار رشته کیک‌بوکسینگ شناخته می‌شود.